# Midjourney
Midjourney é um serviço de inteligência artifical desenvolvido pelo Midjourney, Inc., um laboratório de pesquisa independente baseado em São Francisco. O Midjourney gera imagens a partir de descrições em linguagem natural, chamadas de prompts (do inglês: roteiros), similar ao DALL-E da OpenAI e ao Stable Diffusion. Os textos são enviados ao Midjourney através do Discord. A ferramenta está em fase de testes beta abertos ao público desde julho de 2022.
De acordo com David Holz, que lidera o laboratório, em agosto de 2022 o Midjourney já dava lucro.

## Uso e controversas
O programa foi usado pela revista The Economist para criar sua capa de junho de 2022. O jornal Corriere della Sera, líder de audiência na Itália, publicou uma tirinha criada com o Midjourney e escrita por Vanni Santoni, em agosto de 2022. Já a revista norte-americana The Atlantic, através de um de seus escritores, Charlie Warzel, usou o Midjourney para criar uma imagem de Alex Jones, o que gerou controversa por parte de artistas que sentiram que seus empregos estavam ameaçados. O programa de televisão norte-americano Last Week Tonight with John Oliver também utilizou o Midjourney.
Uma imagem criada com o Midjourney chamada Théâtre d'Opéra Spatial ganhou o prêmio Colorado State Fair de arte digital de 2022. Jason Allen foi quem escreveu o roteiro que gerou a imagem. Outros artistas competidores manifestaram-se de forma contrária ao ocorrido. O Midjourney também foi usado para criar livros infantis, o que também gerou controversas.
Em dezembro de 2022, o Midjourney foi usado para gerar as ilustrações de um livro infantil criado no decorrer de um fim de semana. Intitulado Alice and Sparkle, o livro conta a história de uma garota que constrói um robô que adquire autoconsciência. O criador, Ammaar Reeshi, utilizou o Midjourney para gerar uma grande quantidade de imagens, escolhendo quatro para o livro. Tanto o produto como o processo de criação atraíram críticas. Um artista comentou: "o maior problema… é que (o programa) foi treinado com base na obra de outros artistas. São nossas criações, os estilos distintos que criamos, e que não consentimentos com o uso."